# Saint-Sauveur (Somme)
Saint-Sauveur é uma comuna francesa na região administrativa de Altos da França, no departamento de Somme. Estende-se por uma área de 9,04 km². Em 2010 a comuna tinha 1 372 habitantes (densidade: 151,8 hab./km²).